# In paradisum

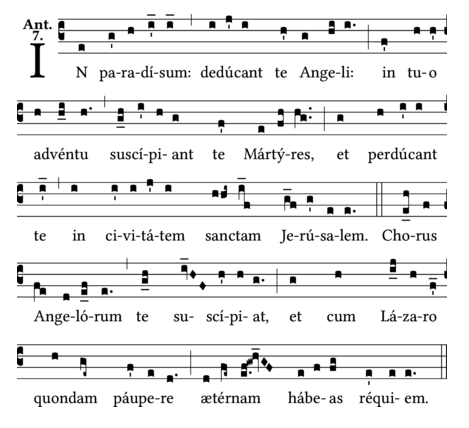

In paradisum deducant te angeli és una antífona llatina, que rep el nom de les seves paraules inicials. Des de l'Edat mitjana aquest cant gregorià forma part de les cerimònies litúrgiques exequials de l'Església catòlica occidental. És una de les composicions gregorianes més destacades tant pel missatge del seu text com per la bellesa de la seva música. Diversos compositors l'han versionat de nou com és el cas de Gabriel Fauré entre d'altres.

## Un antic cant per concloure les exèquies
In paradisum és el cant en què s'acomiada, després de la missa de rèquiem, el cos del difunt que és conduït cap a l'enterrament o la tomba. Té, doncs, una funció processional. Així apareix unit al ritual de les exèquies recollit i fixat en el Exsequiarum Ordo publicat pel papa Pau V, l'any 1614. Ritual que ha estat vigent a l'Església Catòlica fins les reformes de l'any 1970. La força de la música i del text del In paradisum l'ha fet perviure fins i tot en alguns àmbits geogràfics de la Reforma luterana.
Ja a l'Edat mitjana, almenys des de l'època carolíngia, l'antífona In paradisum formava part de la litúrgia de la mort, és a dir, es cantava en el pas de la vida a la mort. Per la seva llarga tradició dins la història litúrgica, In paradisum és recollit pel Graduale Romanum.
Sota l'indicatiu In paradisum s'apleguen de fet dues antífones. La segona l'enceten el mots Chorus angelorum. Ambdues formen la part final de l'absolta de difunts o conjunt de pregàries i responsoris que es fan prop del cos del difunt en acabar missa exequial.

## El text

### Llatí
In paradisum deducant te Angeli;

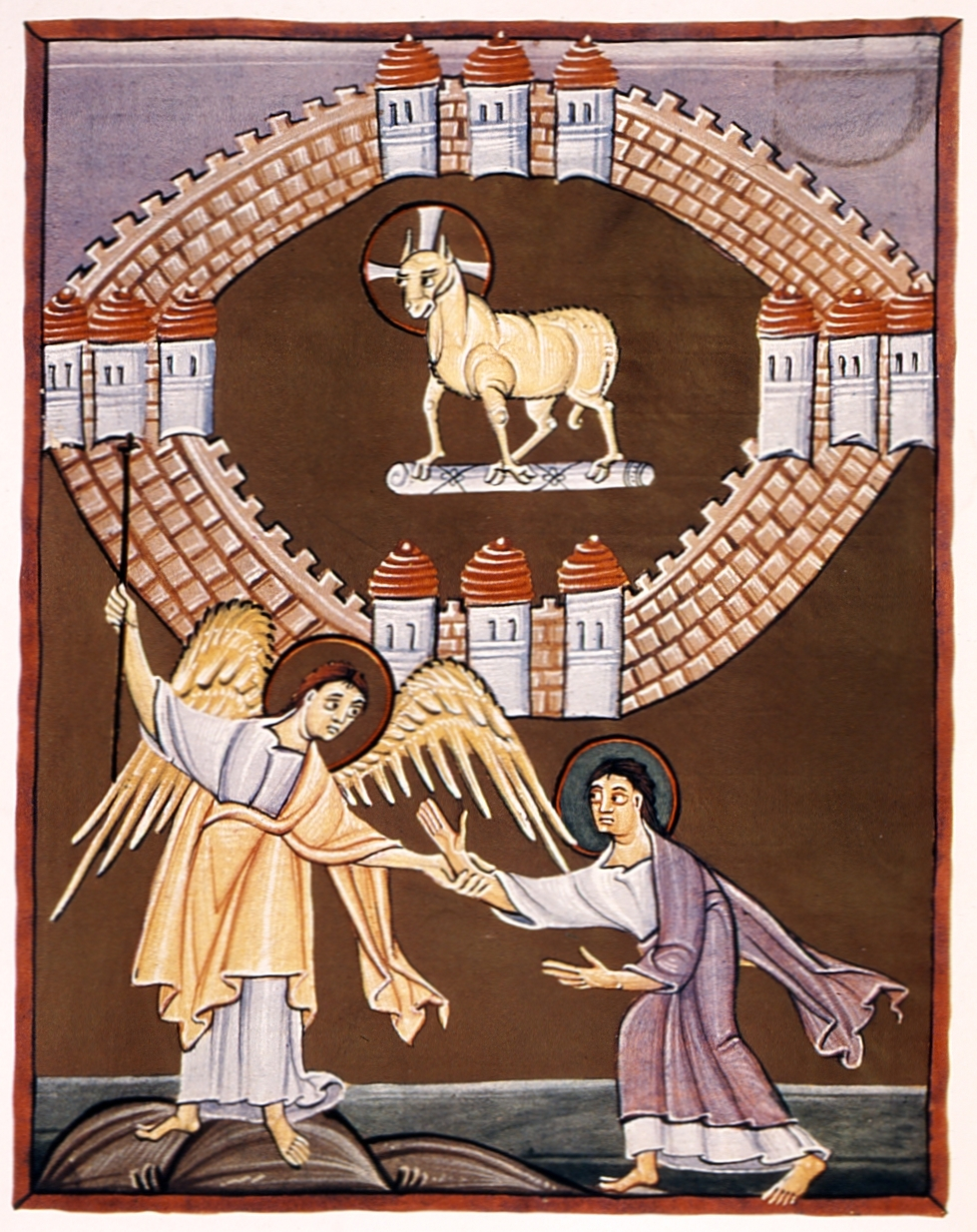
Un àngel portant un difunt vers la Jerusalem celestial. Miniatura de l'Apocalipsi de Bamberger (c. any 1000)

in tuo adventu suscipiant te Martyres,
et perducant te in civitatem sanctam Ierusalem.
Chorus angelorum te suscipiat,
et cum Lazaro, quondam paupere,
æternam habeas requiem.

### Català
Que els àngels et portin al paradís.
A la teva arribada, que els màrtirs et rebin
i et portin a la ciutat santa de Jerusalem.
Que el cor dels àngels et rebi.
i que amb Llàtzer, pobre en altre temps,
tinguis el repòs etern.

## Un cant d'esperança davant la mort
Alguns estudiosos han assenyalat com l'antífona In paradisum mostra el sentit primitiu que tenia la visió de la mort i el comiat dels difunts per al cristianisme antic que diferia molt de la visió negativa del paganisme grecoromà i de les primeres etapes del judaisme. Sols cal observar que el text mira la mort com el camí vers el Paradís. Així, doncs, l'herència del cristianisme de l'antiguitat és una litúrgia funerària pasqual que veu la mort com un pas, com un canvi entre la vida d'aquest món i una nova vida en el regne celestial. Però, més tard, en el cristianisme medieval a poc a poc es va perdent aquesta visió suplantant-la per un aspecte més propiciatori. A l'Edat mitjana s'estén una concepció més dramàtica i tràgica de la mort que comporta un sorgiment desmesurat de la necessitat de sufragis pels difunts.
En canvi, l'antífona In paradisum, amb què es clouen les exèquies, remet als rituals més antics del cristianisme amb un cant esperançat vers una nova vida amb paraules com paradís, descans etern, lloc  de pau, acolliment dels àngels, reposar com el pobre Llàtzer de la paràbola evangèlica o d'arribada a la Jerusalem celestial.
A partir dels segles XII i XIII els rituals de litúrgics, per diverses causes, sofreixen aquest rellevant canvi. A la visió de pas pacífic dels primers textos  com ara In paradisum, s'hi van sobreposant  nous textos on cada cop pren més força una visió plena de temor i de percepció negativa i tràgica de la mort. És així com, al segle XIII s'afegirà a la Missa de rèquiem la seqüència Dies ira amb una percepció tremendista de la mort. En canvi, a In paradisum i al bellíssim introit Requiem aeterna, es remarca una visió amarada d'esperança en el traspàs que significa morir.

## Versions musicals d'In paradisum
Entre les variades versions que en diferents èpoques s'ha realitzat de l'antífona gregoriana, la majoria dins una missa de rèquiem, es poden destacar entre d'altres les  de Gabriel Fauré, Joseph-Guy Ropartz, Maurice Duruflé, Rufus Wainwright, Simon Grotrian, Juan Esquivel, André Jorrand,Eurico Carrapatoso,  Feliks Nowowiejski, Lorenzo Perosi, Benjamin Britten, Luigi Cherubini, Lluís Maria Millet i Millet, Gianluigi Gelmetti, Nick Bicât o Benedict Sheehan.